# Abdias dos Oito Baixos
José Abdias de Farias (Taperoá, 13 de outubro de 1932 — Rio de Janeiro, 3 de março de 1991), mais conhecido como Abdias dos Oito Baixos, foi acordeonista, compositor e produtor musical brasileiro.

## Biografia
José Abdias de Farias, nascido em Taperoá, cidade do sertão da Paraíba em 13 de outubro de 1933, faleceu em 3 de março de 1991 no Rio de Janeiro. Filho de Abdias Alípio de Farias e Isabel de Farias e oriundo de uma família tradicional de tocadores de 8 baixos.
Abdias, filho primogênito, não era diferente, também aprendeu e virou tocador dos oitos baixos aos 8 anos de idade. Ajudou seu pai, que também era mestre em concertos de oitos baixos na Paraíba. Durante sua infância, Abdias tocou em vários lugares como feiras e casas de fazendas do interior.
Cansado de passar tanta necessidade e fome, Abdias fugiu da seca aos 12 anos de idade, saindo de sua casa para ajudar sua família e a primeira cidade em que foi se aventurar, foi Palmeira dos Índios, Alagoas. Nessa cidade, ele foi acolhido por uma senhora que não o conhecia e que deu a oportunidade dele tocar na feira em sua barraca de peixe seco, que lhe proporcionou muito prazer e lucros.
Percebendo seu talento, a senhora levou Abdias em um serviço de alto-falantes da cidade, que prestigiava jovens artistas locais em um programa que fazia audições após a transmissão da Ave Maria às 18 horas. A partir de sua apresentação, Abdias foi bem visto pelo prefeito e demais autoridades da cidade.
Nessa mesma época, um famoso radialista Adhemar Paiva, de Maceió, estava na cidade de Palmeira dos Índios em uma apresentação em qual o solista do seu grupo teve problemas e não pode se apresentar. Abdias foi chamado para substituir o músico e após sua apresentação, foi convidado para fazer parte do grupo e seguir para Maceió.
Ao chegar à cidade de Maceió, foi contratado pela Rádio Difusora de Alagoas, onde ficou trabalhando por um bom tempo.
Após alguns anos de muita dedicação, Abdias veio a ser promovido a chefe do regional, tocando 120 baixos e substituindo o jovem e talentoso Hermeto Paschoal que já estava de mudança para o Rio de Janeiro. Abdias, então, foi apelidado de “O Mago do Acordeon”, fazendo muito sucesso na cidade. Além das apresentações na rádio, ele ministrava aulas de acordeon para a sociedade alagoana.
Ao ser o melhor funcionário do ano, Abdias ganhou uma viagem para qualquer lugar do país patrocinado pela rádio, onde escolheu voltar para a Paraíba. Conseguiu sua carteira assinada e ficou muito feliz em comprar um acordeon de 120 baixos, uma bicicleta e meia dúzia de ternos.
Por exigência da Rádio Difusora de Alagoas, Abdias teria que fazer uma apresentação na coirmã, Rádio Difusora de Campina Grande, em sua chegada à rádio, esbarrou com a jovem cantora Marinês que era recém-contratada do Regional da Rádio.
Abdias não perdeu tempo e iniciou namoro seguido de noivado e casamento com a Marinês. Após um casamento coletivo, Abdias e Marinês voltam a Maceió formando a dupla Casal da Alegria, onde tocavam bolero, chorinhos, valsas e sambas nos bares, clubes e residências da cidade.
Nesta mesma época, conheceram o percussionista e zabumbeiro Miudinho, que formaram o trio Patrulha de Choque do Rei do Baião, caracterizados de cangaceiros. Marinês representava a Maria Bonita e com a sua voz forte, afinada e cantando o repertório do Rei do Baião, tornou-se a grande voz da mulher nordestina. 
O trio Patrulha de Choque, aventurou por todo o Nordeste, tocando em bares, restaurantes, residências particulares em troca de comida, dormida e alguns trocados para prosseguirem suas jornadas em outras cidades. 
Depois de um logo tempo, já com nome conhecido, tocaram na cidade de Propriá em Sergipe, cujo Prefeito era muito amigo de Luiz Gonzaga, o Rei do Baião, comentou que havia uma Maria Bonita que cantava e tocava triângulo em um trio, chamado Patrulha de Choque, todos caracterizados tocando todo o repertório do Rei com muita dignidade.
Após Gonzaga saber, combinou que na inauguração da praça Luiz Gonzaga em Propriá, a Patrulha de Choque fosse convidada para se apresentar na Prefeitura. 
Grande foi a surpresa para o Rei do Baião quando viu a apresentação, que chamou muito sua atenção e que imediatamente os convidou a formarem um conjunto para acompanhá-lo em gravações e shows por todo o país. Juntando-se a Zito Borborema (Pandeiro e Voz) e ao Miudinho (zabumbeiro) já contratados.
Gonzaga percebendo a grande desenvoltura do jovem Abdias permitiu que o acompanhasse ao acordeon para que ele ficasse mais a vontade para cantar e dançar o xaxado. Neste momento, Abdias passou a influenciar fortemente nos shows e nas gravações do Rei do Baião.
Em 1957, Abdias foi procurado pela gravadora Sinter (Philips), para produzir o primeiro disco solo de sua esposa Marinês, onde colocou todo seu talento como produtor que estourou como sucesso nacional (Pisa na Fulô e Peba na Pimenta, ambas de João do Vale, compositor descoberto por Abdias) junto a Marinês. 
Dois anos depois a convite, Abdias assume o departamento regional da gravadora Columbia (CBS, Sony Music) recém-implantada no Brasil. Como diretor e produtor, Abdias lançou 80% de todos os artistas nordestinos já conhecidos e também influenciou na Jovem Guarda e cantores românticos, hoje chamados como bregas. 
Nos dias de hoje todos os conceitos de gravação criados por Abdias, são usados frequentemente em todos os estilos. Essa herança foi deixada ao seu filho Maestro Marcos Farias, que o acompanhou em boa parte de sua história musical, e que desde seus 10 anos de idade, trabalhou junto com o pai, virando músico, assistente, produtor e maestro de todos os artistas aos quais o pai dirigiu. Alguns deles: Jacinto Silva, Oswaldo Oliveira, João do Pife, Banda de Pífano Zabumba Caruaru, Trio Nordestino, Os 3 do Nordeste, Coronel Ludugero, Jacinto Limeira, Messias Holanda, Elino Julião, Jackson do Pandeiro, Genário do Acordeon, Edson Duarte, Marlene Vidal, Dominguinhos e muitos outros.
Após 28 anos como diretor e produtor a pedido da Sony Music, Abdias se ver obrigado a extinguir o departamento regional.
Abdias passou a produzir vários outros artistas em outras gravadoras como free lance.
Abdias casou-se duas vezes. Seu primeiro casamento foi com a cantora Marinês que durou 18 anos e teve um filho, o maestro Marcos Farias.
Seu segundo casamento foi com a Maria das Dores (Dorinha) com quem teve sua segunda filha Marcia Farias e assumiu os dois filhos de sua então esposa. Os meninos Rubens e Rogério.

## Discografia
- 1960 - Quadrilha no arraiá/Roedeira dor do amor (78 rpm, Columbia) - Abdias
- 1960 - Abdias no forró (LP, Columbia) - Abdias
- 1960 - Deixa comigo (LP, Harmony) - Abdias
- 1960 - Tarrabufado (LP, Harmony) - Abdias
- 1961 - Ensaio de são joão/Forró de chico gato (78 rpm, Columbia) - Abdias
- 1961 - Pai Abdias no forró/Pulando o frevo (78 rpm, Columbia) - Abdias
- 1962 - Carraspana/Ramalho no frevo (78 rpm, Columbia) - Abdias
- 1962 - Festa com 8 baixos (78 rpm, Columbia) - Abdias
- 1962 - Forró do chico gato/Rechaço do brigé (78 rpm, Columbia) - Abdias
- 1962 - Xique-xique/Catingueira (78 rpm, Columbia) - Abdias
- 1963 - Arrasta pé LP Abdias e sua sanfona de 8 baixos  (78 rpm, CBS) - Abdias
- 1963 - Besouro mangangá/Forró no marruá (78 rpm, CBS) - Abdias
- 1963 - Forgueto de viano/Bode chiné (78 rpm, CBS) - Abdias
- 1963 - Rechaço de brigué/Fogosa (78 rpm, CBS) - Abdias
- 1963 - Zé pereira - o abre alas - beliscando (78 rpm, CBS) - Abdias
- 1964 - Arrasta pé no surrão / tocando borá (78 rpm, CBS) - Abdias
- 1965 - Sai do sereno (LP, CBS) - Abdias
- 1966 - Forró em fim de feira (LP, CBS) - Abdias
- 1967 - Segura o pé de bode (LP, CBS) - Abdias
- 1968 - Eu de cá, você de lá (LP, CBS) - Abdias
- 1969 - Forró ao vivo (LP, CBS) - Abdias
- 1970 - Na ginga do merengue (LP, CBS) - Abdias
- 1970 - Um oito baixos diferente (LP, CBS) - Abdias
- 1971 - Forró do pé rapado (LP, CBS) - Abdias
- 1971 - Oito baixos pra frente (LP, CBS) - Abdias
- 1971 - Seus sambas de sucesso (LP, CBS) - Abdias
- 1972 - Isso é importante (LP, CBS) - Abdias
- 1973 - Forroriando (LP, CBS) - Abdias
- 1973 - Revivendo sucessos (LP, Entré/CBS) - Abdias
- 1974 - Tem fuzuê (LP, CBS) - Abdias
- 1975 - Botão variado (LP, CBS) - Abdias
- 1976 - As 4 melhores do Nordeste (Compacto, EPIC) - Vários artistas
- 1976 - Forrófunfá (LP, CBS) -Abdias
- 1977 - Vou nessa leva (LP, CBS) -Abdias
- 1978 - Um oito baixos sem patim (LP, Uirapuru - Abdias
- 1979 - Questão de honra (LP, Uirapuru) - Abdias
- 1980 - Do jeito que meu pai tocava (LP, Uirapuru) - Abdias
- 1981 - Meu pai e a sanfona (LP, Uirapuru) - Abdias
- 1982 - No ano da Copa, cabana (LP, Copacabana) - Abdias
- 1983 - Como antigamente (LP, Copacabana) - Abdias
- 1984 - Sanfoneiro desde menino (LP, Copacabana) - Abdias
- 1988 - Sua majestade o 8 baixos com Abdias (LP, Chantecler) - Abdias

## Coletâneas
- 1969 - As melhores do Nordeste, vol. 1 (LP, CBS) - Vários artistas
- 1970 - As melhores do Nordeste, vol. 2 (LP, CBS) - Vários artistas
- 1970 - Pau de sebo, vol. 4 (LP, CBS) - Vários artistas
- 1971 - Pau de sebo, vol. 5 (LP, CBS) - Vários artistas
- 1972 - Pau de sebo, vol. 6 (LP, CBS) - Vários artistas
- 1978 - Pau de sebo VIII (LP, CBS) - Vários artistas
- 1988 - Você gosta de música nordestina? (LP, Tapecar) - Vários artistas
- ? - O melhor do forró, 2 (LP, Veleiro) – Vários artistas